# Sverige (Kent-låt)
Sverige är en låt skriven av Joakim Berg. Den framfördes ursprungligen av Kent med Jojje Wadenius som gästgitarrist, och återfinns på albumet Vapen & ammunition. Låten användes senare av SVT för kampanjen Fri Television. Låten framfördes senare av Glada Hudikteatern och Måns Zelmerlöw som pausnummer i Melodifestivalen 2010 och de släppte senare sin version som singel.
Under Hela Sverige skramlar sjöngs en cover av Malena Ernman och Sarah Dawn Finer. Lasse Tennander har också spelat in låten och gett ut den som nytt spår på en samlings-CD med i övrigt tidigare utgivet material.

## Listplaceringar

### Kent
| Lista (2010) | Topplacering |
| ------------ | ------------ |
| Sverige      | 46           |

### Molly Sandén, Viktor Leksell & Joakim Berg
| Lista (2020) | Topplacering |
| ------------ | ------------ |
| Sverige      | 17           |